# Lagatoi
Ein Lagatoi (auch Lakatoi) ist ein Handelsboot in Papua-Neuguinea. Es besteht aus vier bis zehn zusammengebundenen Einbaum-Kanus, die asi genannt werden. Die darüber angebrachte Plattform kann bis zu 20 Meter lang und bis zu 16 Meter breit sein. Die Boote sind mit einem oder zwei Krebsscherensegeln ausgestattet. Traditionell wurden Lagatois von Angehörigen des Motu-Volkes um die heutige Hauptstadt Port Moresby herum für ihre Hiri-Handelsfahrten verwendet. 
Ein Lagatoi kann bis zu 30 Tonnen Waren transportieren. Im Jahr 1884 wurde von einem europäischen Beobachter ein Lagatoi beschrieben, das aus 14 asi bestanden und 34 Tonnen geladen haben soll. Im Jahr 1903 wird von einer Flotte von 20 Lagatois berichtet die aus je vier asi bestanden und 25.920 Tongefäße transportiert haben soll. 
Eine Handelsfahrt durchzuführen bedeutete Prestigegewinn für die Beteiligten. Der Entschluss zur Fahrt fiel im April oder Mai, rund ein halbes Jahr vor der Abfahrt. Die Zeit dazwischen diente den Vorbereitungen. Die asi wurden gereinigt und abgedichtet, miteinander verknotet, mit Plattform und Krebsscherensegeln versehen. 
Für die Herstellung der als Tauschware begehrten Tongefäße waren die Frauen verantwortlich. Im Oktober oder November wurden die Schiffe mit Tonwaren und Armreifen beladen. Zu dieser Jahreszeit sind die Winde günstig für die mehrtägige Reise in den rund 300 bis 400 Kilometer entfernten Golf von Papua (Gulf Province). Auf Höhe der Mündung des Kikori-Flusses befinden sich zahlreiche Dörfer, die von der Sagogewinnung leben. Die Tongefäße und Armreifen wurden gegen  stärkehaltiges Sagomehl, Tabak, Betelnuss und andere Waren des Tieflandes getauscht. Neben den Verhandlungen, dem Feiern erfolgreicher Vertragsabschlüsse und der Pflege sozialer Bande wurden die Boote teilweise zerlegt und mit neuen Baumstämmen verstärkt. Nach einigen Wochen Wartezeit ändern sich die Wind- und Strömungsverhältnisse und machen eine gefahrlose und rasche Rückreise möglich. Bis zu 30 Tonnen Sago pro Boot wurden transportiert. Im Dezember oder Jänner kehrte die Flotte wieder zum Ausgangspunkt zurück. Das eingetauschte Sago diente der Nahrungsmittelversorgung der Motu-Familien während der darauffolgenden Trockenzeit. 
Die Kanus sind normale Fischer- und Transportboote, die im Anschluss an die Hiri-Fahrt wieder an ihre Besitzer zurückgegeben wurden, und werden durch Seile und Bambus zusammengehalten. Die Masten werden aus flachwurzelnden Bäumen gefertigt, deren Wurzeln mit den Kanus verankert werden, um den Mast aufrecht zu halten. An der Spitze des Mastes hängt das Kennzeichen des Klans der Fernfahrer. Die Segel bestanden aus miteinander verwobenen Pandanus-Blättern und die Anker aus mehreren netzförmig verbundenen großen Steinen.